# Blaesoxipha camerunensis
Blaesoxipha camerunensis är en tvåvingeart som först beskrevs av Günther Enderlein 1928.  Blaesoxipha camerunensis ingår i släktet Blaesoxipha och familjen köttflugor. Inga underarter finns listade i Catalogue of Life.